# Tifón Louise
El tifón Louise comenzó a desarrollarse el 4 de octubre de 1945 en las islas Carolinas y el 9 de octubre pasó por sobre Buckner Bay en Okinawa, bahía abarrotada de naves que esperaban embarcar a más de 200.000 soldados, marinos y aviadores para trasladarlos hasta los Estados Unidos debido al reciente término de la guerra contra Japón. 
12 buques fueron hundidos, 222 encallaron en los roqueríos y playas y otros 32 fueron severamente dañados. Murieron 36 hombres, 47 desaparecieron y 100 fueron heridos gravemente. En tierra, 60 aviones fueron dañados y más del 80% de los edificios y casas fueron destruidos

## Formación y desarrollo del tifón Louise

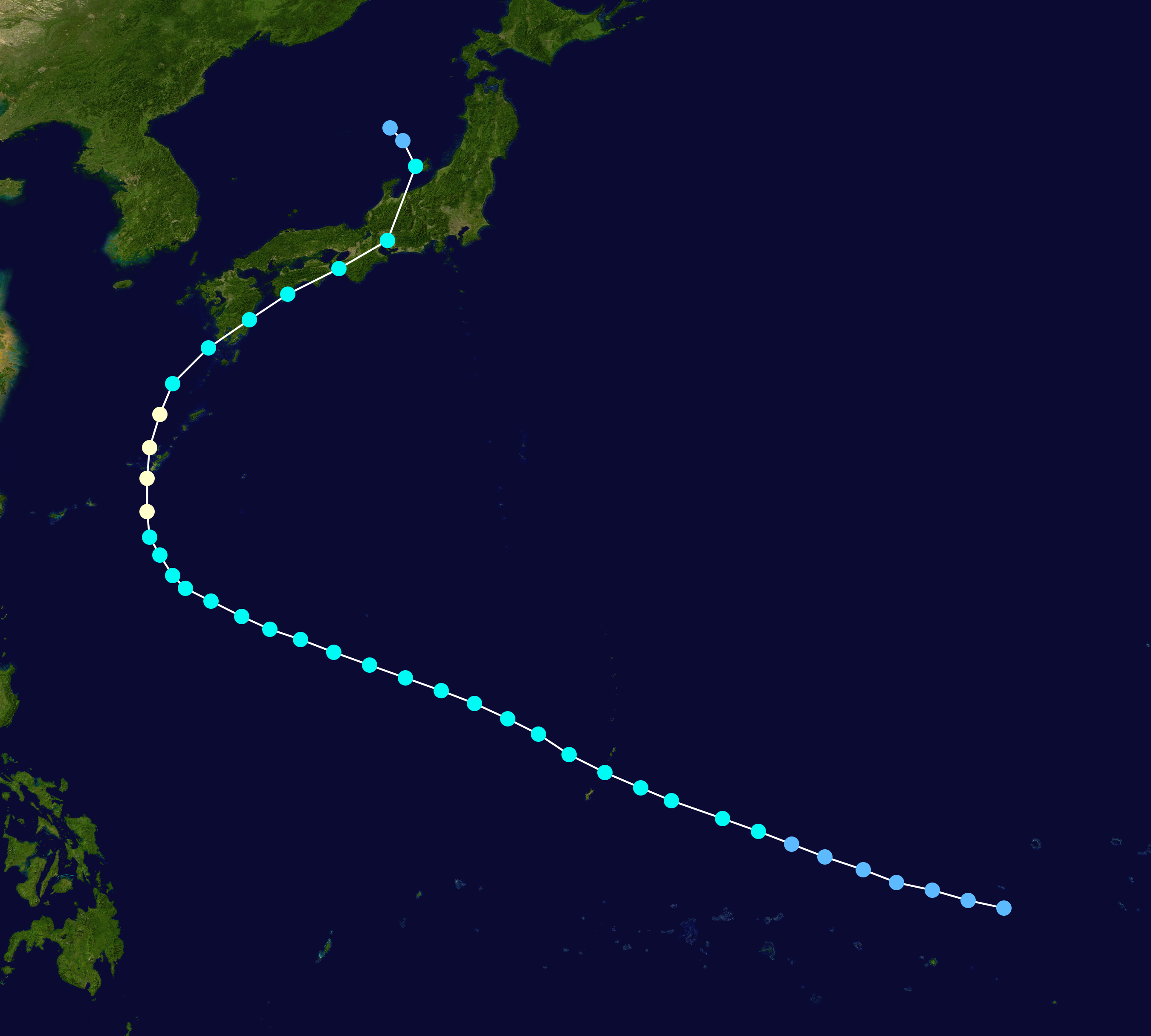
Trayectoria del Louise.

El 4 de octubre de 1945 un tifón comenzó a desarrollarse en las islas Carolinas, se le puso por nombre "Louise" y se observó que se desplazaba en una dirección predecible noroeste, estimándose que ingresaría al Mar de la China pasando al norte de Formosa (Taiwán). El 8 de octubre el tifón inesperadamente cambió su rumbo al Norte dirigiéndose hacia Okinawa. En la tarde de ese día disminuyó su velocidad de desplazamiento e incrementó enormemente su intensidad.
Este brusco cambio de dirección de la tormenta sorprendió a una gran cantidad de buques y embarcaciones pequeñas que se encontraban fondeadas en la estrecha bahía Buckner Bay ubicada en la costa sureste de la isla de Okinawa, estas naves no pudieron escapar hacia mar abierto.

## Su paso por Buckner Bay
El 9 de octubre la tormenta pasó por sobre la isla con vientos de 100 nudos (185 kilómetros/hora) y con rachas sobre 120 nudos (222 kilómetros/hora) que levantaron olas de 9 y 10 metros que prácticamente demolieron las naves y embarcaciones que se encontraban en la bahía y deshizo las casas y edificios de tierra.
Un total de 12 buques fueron hundidos, 222 encallaron en los roqueríos y playas y otros 32 fueron severamente dañados. Murieron 36 hombres, 47 desaparecieron y 100 fueron heridos gravemente. En tierra, 60 aviones fueron dañados y más del 80% de los edificios y casas fueron destruidos.  Si la guerra no hubiese terminado el 2 de septiembre recién pasado, este desastre habría afectado seriamente los planes de invasión de Japón por los Estados Unidos (Operation Olympic).

## La isla de Okinawa
Después de la conferencia de Potsdam, julio - agosto de 1945, en el frente asiático los Estados Unidos se preparaban para invadir Japón empleando la isla de Okinawa como lugar de concentración de sus tropas. La invasión de Japón nunca llegó por el bombardeo atómico de Hiroshima y Nagasaki, que como un milagro, puso fin a la guerra el 2 de septiembre de 1945. Casi de inmediato los soldados, aviadores y marinos estadounidenses comenzaron a ser enviados de vuelta a casa. En el otoño de 1945, todavía quedaban aproximadamente 200.000 de ellos en Okinawa.
En octubre, Buckner Bay, en la costa este de la isla, estaba aún repleta de embarcaciones de todo tipo, desde naves tipo Victory hasta barcazas y otras naves auxiliares. En la propia isla vivían unos 150.000 soldados bajo miles de carpas, por lo que se le llamaba la "ciudad de las carpas". También había una infinidad de aviones y cientos de toneladas de comida, equipos y abastecimientos apilados en inmensos montones, a la intemperie, esperando ser reembarcados.

## Buques hundidos
El tifón dañó o hundió varios buques, entre los que se destacan:
- El destructor USS Southard
- El destructor USS Greene
- El destructor USS Dorsey
- El buque auxiliar USS Snowbell

## ¿Qué es un tifón?
En meteorología los términos «ciclón», «tifón» o «huracán» definen un mismo fenómeno natural. Los nombres varían dependiendo de la región en que sucede. En general se habla de huracán cuando ocurre en el océano Atlántico, de tifón en el Pacífico y de ciclón en el océano Índico.
El fenómeno consiste en la rotación de un volumen de aire en una área de bajas presiones que se forma principalmente en los trópicos y son altamente destructivos. Producen fuertes lluvias con vientos de más de 100 kilómetros/hora con ráfagas sobre los 300 kilómetros/hora.
Este fenómeno es la manifestación más violenta de las depresiones tropicales, capaz de liberar una potencia de 200 kilotones, cerca de 10 veces la de la bomba atómica de Hiroshima.  Se crea y alimenta sólo en los mares calientes.